# Franco Leggio
Franco Leggio (Ragusa, 2 marzo 1921 – Ragusa, 15 dicembre 2006) è stato un anarchico italiano, militante di rilievo del movimento anarchico ha legato il proprio nome a numerose iniziative di stampo libertario, tra cui quella legata all'insurrezione antimilitarista del "non si parte".

## Biografia
Di temperamento spontaneamente ribelle si avvicina giovanissimo ad un gruppo antifascista di Ragusa animato da Antonino Calamusa e apprende dell'esistenza dell'Anarchismo nel 1938 leggendo sulla stampa di regime articoli denigratori contro gli anarchici impegnati nella rivoluzione spagnola. Rimasto orfano, si è intanto impiegato come garzone nelle miniere di asfalto. Insieme ad altri giovani compie diverse azioni di protesta, compresa la diffusione di un volantino a firma Antifascismo rivoluzionario di Ragusa. Sottoposto a controlli sempre più stretti decide di arruolarsi in Marina
Come radiotelegrafista alterna trasferimenti punitivi, ricoveri ospedalieri per problemi polmonari e il servizio in zona di guerra sul cacciatorpediniere Calliope, dove rimane fino all’8 settembre 1943. Dopo vari ricoveri diserta e fa ritorno a Ragusa, dove riprende l'attività politica in collegamento con gruppi comunisti eterodossi e libertari.
È tra i promotori della rivolta del "Non Si Parte" contro la coscrizione della classe 1921 sviluppatasi nei giorni 5, 6, 7, 8 gennaio 1945. Leggio si scontra, armato, con la polizia italiana, sotto il controllo degli alleati, anche per proteggere Maria Occhipinti, una leader della rivolta. La repressione è violentissima, gli arresti sono centinaia. Leggio viene condannato ad un anno e mezzo di prigione, sarà poi liberato a seguito dell'Amnistia Togliatti.
Finita la guerra, prende contatti con diversi anarchici siciliani con i quali dà vita al gruppo “La Fiaccola”. Nel frattempo ritorna a lavorare in miniera nel 1949 e partecipa al grande sciopero di due mesi, e autogestione delle miniere, durante il quale i minatori e le loro famiglie si battono contro la polizia. Alla fine della lotta molti minatori, fra cui Leggio, sono costretti a lasciare Ragusa.
Fra il 1949 ed il 1969 lavora a Napoli, a Bari, a Genova e a Milano diventando una figura di rilievo nazionale nel movimento anarchico. Trasferitosi in Francia si impegna attivamente nella lotta clandestina portata avanti dai libertari spagnoli contro il franchismo Entra a far parte della "banda" di José Luis Facerías e riesce a sfuggire all'agguato della polizia spagnola in cui lo stesso Facerias perde la vita nel 1957.
Nel 1960 fonda la casa editrice La Fiaccola, con la quale pubblica e diffonde testi, anarchici, anticlericali e contro la psichiatria. Il suo attivismo è notevole: a Catania, con i compagni etnei, promuove una libreria anarchica, l'Underground; fonda poi la rivista Anarchismo, assumendo il compito di editore fino al 1978; la libreria viene riproposta anche Ragusa, nasce così la Zuleima nel 1978.
Successivamente è stato sempre presente in ogni battaglia libertaria, dal Processo Marini, alla lotta contro l'installazione dei missili cruise a Comiso, alla sua personale lotta contro il tentativo (non riuscito) di imporgli la perizia psichiatrica. Molti suoi pensieri dell'epoca troveranno spazio nel giornale Sicilia libertaria.

## Il pensiero
Leggio è stato esponente dell’ala antiorganizzatrice dell’anarchismo, che si distingue dall’individualismo perché rifiuta forme stabili e burocratizzate di organizzazione , ma non l’organizzazione in sé, si è così riallacciato a quella tendenza antiorganizzatrice, che in Sicilia aveva avuto in Paolo Schicchi il suo capostipite, corrente che ha connotato buona parte dell'anarchismo siciliano.

## Opere
- Avanti avanti avanti con la fiaccola nel pugno e con la scure. I fuori testo delle Collane “Anteo” e “La Rivolta  (1999)